# Kaszpi rassz
A kaszpi típus egy keleti mediterrán fajta. Magas termet, konvex orr, hosszú fej, sötét haj, szem és bőr jellemzi. Árpád népének katonáskodó rétegében fordult elő. Ma a székelyeknél, kiskunoknál a leggyakoribb. Türkmenisztán nem türk eredetű alaplakosságára vezethető vissza.